# Thuốc viên

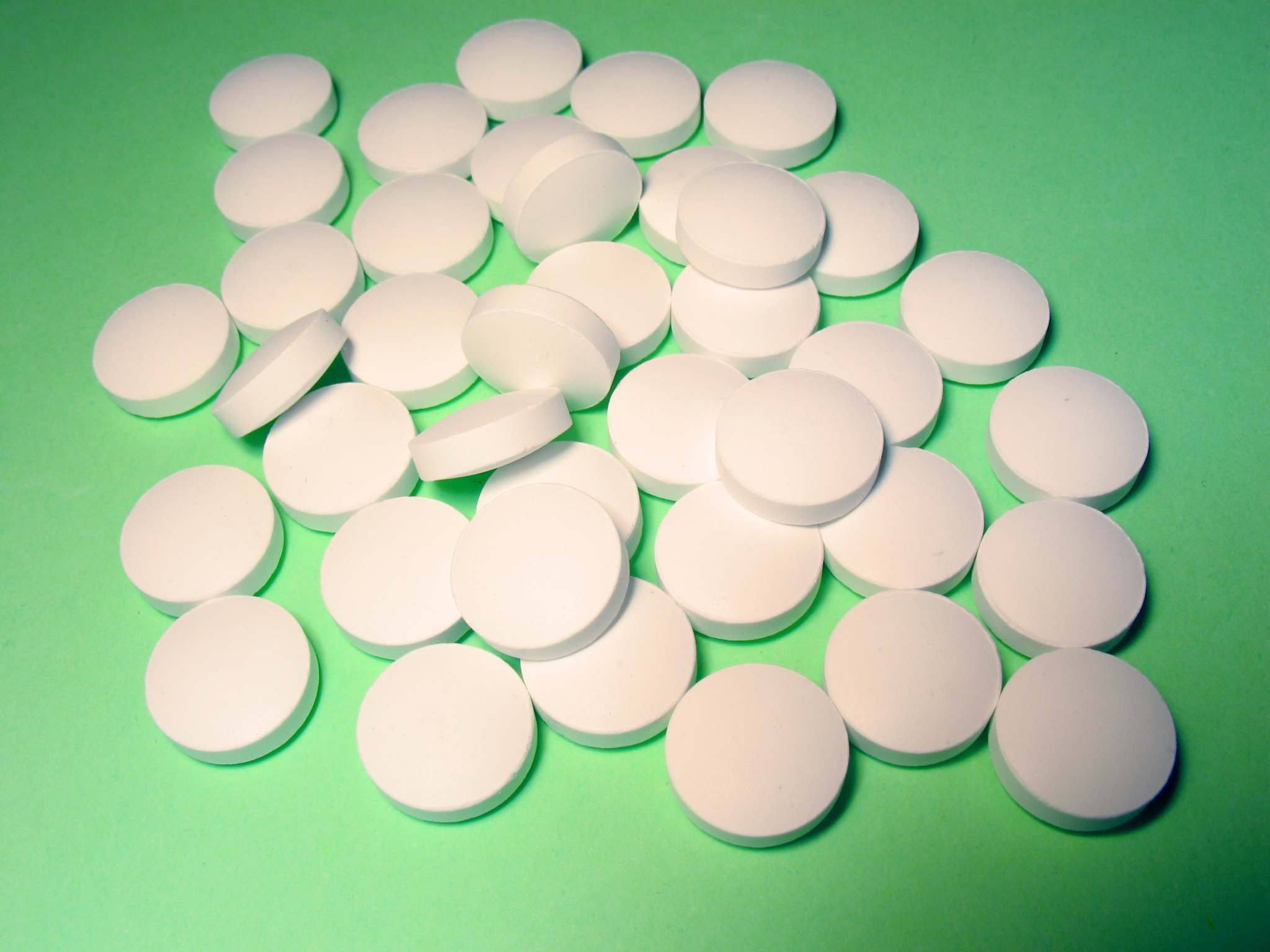
Thuốc viên tròn phổ biến

Thuốc viên hoặc viên nén là một dạng thuốc uống dược phẩm (Liều rắn uống, hoặc OSD) hoặc dạng liều đơn vị rắn. Viên nén có thể được định nghĩa là dạng bào chế đơn vị rắn của thuốc hoặc dược liệu với tá dược phù hợp. Thuốc viên được sản xuất bằng cách đúc hoặc nén. Nó bao gồm một hỗn hợp các hoạt chất và tá dược, thường ở dạng bột, được ép hoặc nén từ bột thành một liều rắn. Các tá dược có thể bao gồm chất pha loãng, chất kết dính hoặc các tác nhân tạo hạt, chất trợ dòng chảy và chất bôi trơn để đảm bảo tạo hình hiệu quả; tá dược để thúc đẩy sự phá vỡ viên nén trong đường tiêu hóa; chất ngọt hoặc hương vị để tăng hương vị; và các sắc tố để làm cho các viên thuốc hấp dẫn trực quan hoặc hỗ trợ nhận dạng trực quan của một viên thuốc chưa biết. Một lớp phủ polymer thường được áp dụng để làm cho thuốc viên mịn hơn và dễ nuốt hơn, để kiểm soát tốc độ giải phóng của hoạt chất, để làm cho nó bền hơn với môi trường (kéo dài thời hạn sử dụng của nó) hoặc để tăng vẻ đẹp bên ngoài của thuốc viên.
Viên nén là dạng bào chế phổ biến nhất được sử dụng hiện nay. Khoảng hai phần ba của tất cả các đơn thuốc được phân phối dưới dạng liều lượng rắn, và một nửa trong số này là viên nén. Một viên thuốc có thể được điều chế để cung cấp một liều lượng chính xác đến một địa điểm cụ thể; nó thường được uống qua miệng, nhưng có thể được đưa vào cơ thể bằng cách đặt dưới lưỡi, đặt áp má, đặt trong hậu môn hoặc đặt trong âm đạo. Thuốc viên chỉ là một trong nhiều dạng mà một loại thuốc uống có thể dùng như siro, ngâm rượu, huyền phù và nhũ tương. Các viên thuốc ban đầu được chế tạo theo hình dạng của một đĩa với màu của các thành phần của chúng đã được xác định, nhưng bây giờ chúng được sản xuất với nhiều hình dạng và màu sắc để giúp phân biệt các loại thuốc khác nhau. Thuốc viên thường được đóng dấu với các ký hiệu, chữ cái và số, cho phép xác định chúng. Kích thước của thuốc viên được nuốt vào miệng là từ vài mm đến khoảng một cm.